# Трипілля
Трипі́лля — село в Україні, в Обухівському районі Київської області. Відстань до райцентру становить близько 15 км і проходить автошляхом Р19. Засноване як місто на початку ХІ ст., літописна назва — Треполь. Входить до складу Української міської громади.

## Географія
Село Трипілля розміщене на правому березі Дніпра, у долині річки Красна при впадінні р. Бобриці, за 3 кілометри від станції Трипілля-Дніпровське. Народна етимологія пояснює назву "Трипілля" наступним чином. Тут сходяться три родючі долини, три поля, розмежовані річками Стугною, Красною та Бобрицею, тож невипадково виникла нехай і помилкова гіпотеза про те, що саме це дало назву селу. Також з назвою може бути пов'язана застаріла система рільництва з трипільним чергуванням культур. Насправді сучасна назва Трипілля з'явилася у документах не раніше кінця 17-початку 18 століття. Початкова, літописна назва - Треполь. Її походження можливо пов'язане із заснуванням укріпленого міста княжими дружинниками скандинавського походження. Перша половина назви, Tre перекладається, як "три". Друга частина назви pol, це слово може бути перекладене як "причал". Таким чином повний переклад назви матиме значення "три причали". Враховуючи положення та значення місто Треполь на Дніпровському шляху, подібне тлумачення назви, яке враховує саме оригінальну літописну назву населеного пункту,  виглядатиме цілком вірогідним. Востаннє літописна форма назви Треполь використана наприкінці XIV століття. З початку 16 століття у документах та на мапах з'являється назви Триполь (Trypol, Tripul), а з XVII ст. Tripolie, Trypole, звідки "Триполье" було запозичене на мапи, укладені московитами. Таким чином "Трипілля" є українізованою назвою варіанту Tripolie з мапи де Боплана.
При в'їзді до села Трипілля височіє Дівич-гора, на якій було розкопано жертовник богині-діви зарубинецької культури (ІІІ ст. до н. е. — ІІ ст. н. е.), Залишки давньоруського городища — рештки міста Трепо́ля, згаданого в літописі від 1093 р. як уже існуюче знаходяться на іншій горі, навпроти (сучасна назва "Посадова Гора". Ймовірно побудоване воно було близько 1032 р., коли Ярослав Мудрий, укріплюючи кордони Русі, ставив міста по Стугні.
Село відоме Трипільською ТЕС, яка є найбільшою ТЕС Київщини. На даний час електростанція знаходиться на території міста Українка біля станції Трипілля-Дніпровське.

## Історія

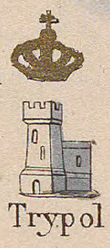
Трипілля на мапі Зигмунда Герстмана

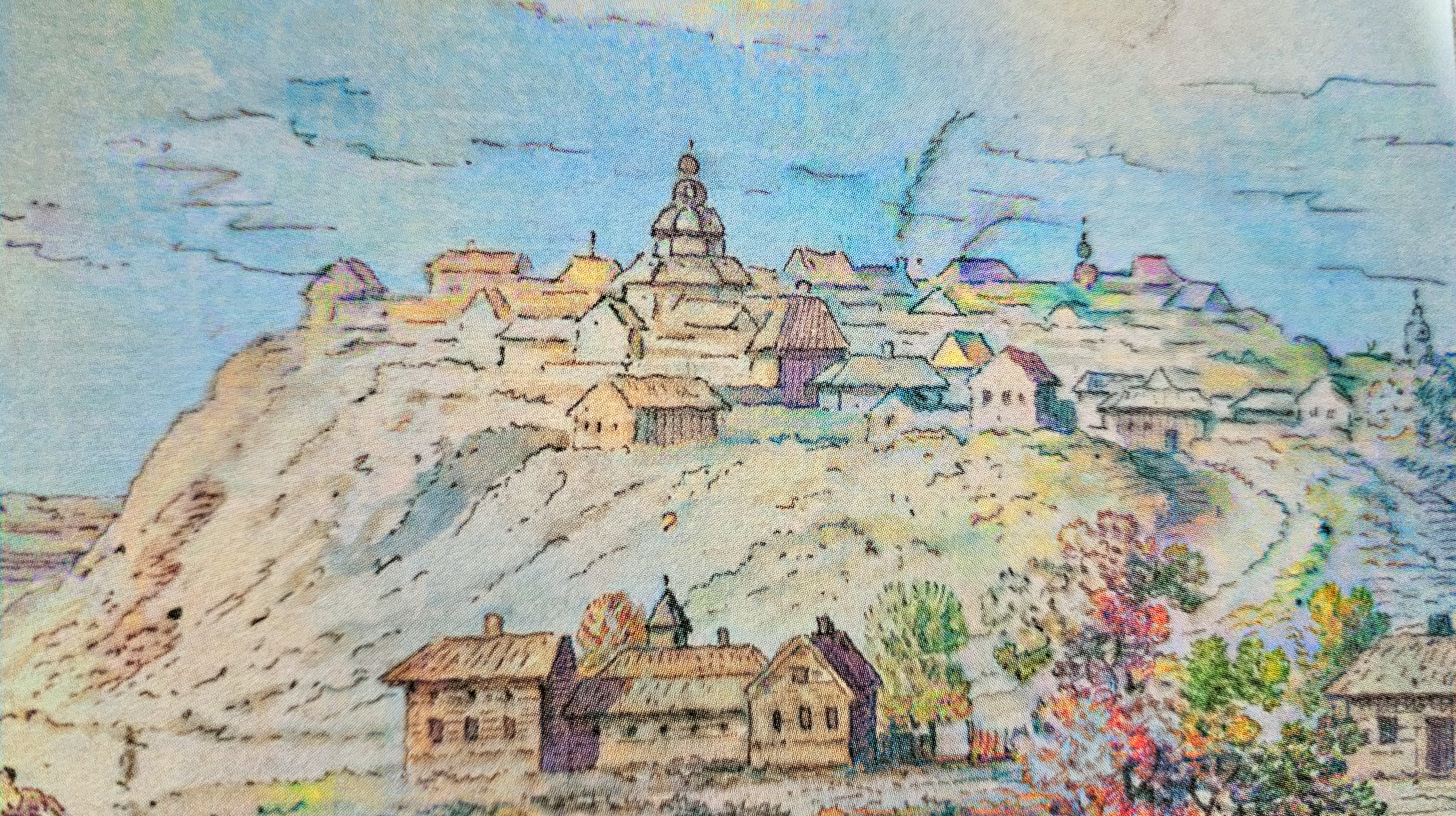
Трипілля (1780)

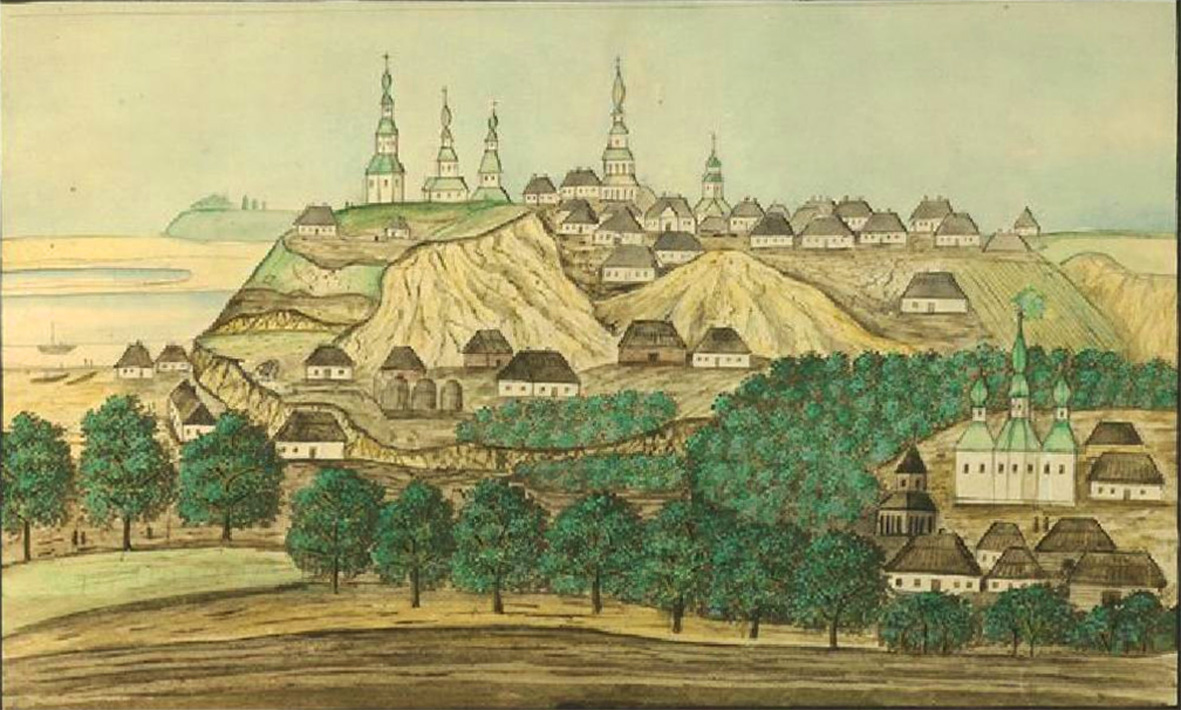
Де ля Фліз. Трипілля (1854)

У центрі села на Посадовій Горі виявлено поселення трипільської культури (друга половина V тис. до н. е.) Ще одне поселення того ж часу площею близько 100 га знаходиться на околиці, біля дороги до с. Щербанівка, розкопане В. В. Хвойкою у 1897—1907 рр. Знахідки зберігаються у Національному музеї історії України. Це епонімна пам'ятка трипільської археологічної культури. На Посадовій Горі є знахідки кераміки бронзової доби та раннього залізного віку. Біля її підніжжя знайдено фрагменти посуду черняхівської культури. Поселення ранньої залізної доби виявлено в різних частинах села, зокрема в урочищі Киселівка. За околицею на плато кургани скіфського часу, частина розкопана Хвойкою. На березі Дніпра (нині затоплений) при впадінні р. Красної виявлено сліди плавлення заліза часів зарубинецької культури. На Дівич-Горі - городище та могильник зарубинецької культури.
Місто часів Київської Русі розташовувалося на Посадовій горі та біля її підніжжя. Літописна назва - Треполь. Час заснування — ХІ ст. підтверджено знахідками керамічного посуду цього часу, археологічними розкопками на горі зафіксовано культурні нашарування ХІ-XVII ст. Складалося з укріпленого дитинця та посаду загальною площею близько 30 га. Простежено у верхній частині гори сліди оборонного рову. За ним виявлено гончарний горн XI-XIII ст. З півночі посад був захищений р. Красною, з інших боків — штучним каналом, рештки якого збереглися до XVIII ст. Можливо, з ним пов'язана літописна згадка про «водні ворота» Треполя. У місті знаходилися стоянки торгових суден, що ходили по Дніпру. У околицях міста розвивалося гончарство, виявлено сліди гончарної майстерні в ур. Киселівка. Місто неодноразово згадано в літописах в зв'язку з міжусобними війнами та війнами проти половців. Поруч з Трипіллям були брід та переправа через Дніпро, згадані у літописі.
В околицях міста відбулося кілька битв. 1093 року половці розбили руське військо в битві на річці Стугна, поблизу Треполя.
Згадується в літописах Треполь і в 1135 та 1205 рр. Під час монгольської навали на Русь наприкінці 1240 р. місто було пограбоване і спустошене. Наприкінці 14 ст. згадано у "Списку руських міст ближніх і дальніх" як "Треполь на Дніпрі" серед інших міст Київської землі. Наприкінці 15 ст. населений пункт занепав і перетворився на село, яке носило назву Триполь і належало Великому князю Литовському, а нечислені мешканці сплачували податки сіном та лисячим хутром на користь Київського замку,  
1500 року село Триполь стало власністю бояр Детьковичів (Трипольських). Після надання 1580 року королівського привілею на заснування міста на Магдебурському праві вони збудували тут замок на Посадовій горі, а також укріпили місто. Підвалини замку з каменю та цегли-литовки по вул. Рибальській та рештки оборонного валу дійшли до наших днів. Опис замку та міста 1654 року зробив Павло Алепський, який занотував наявність укріплень та кількох церков. Замок та укріплення міста позначені на мапах XVII ст. У ньому також було три церкви та численні садиби заможних мешканців. Під час розкопок знайдено посуд XVi—XVII ст. та керамічні кахлі. 1580 року місто отримало Магдебурзьке право від короля Стефана Баторія. Воно розросталося і у першій половині XVII ст. виникає заселений район на правому березі р. Красної та на Дівич-Горі. 
1592 р. Трипілля і замок були захоплені військами К. Косинського, 1596 р.— Северина Наливайка. В цей час Трипіль згадано вже як добре укріплене місто із замком. В районі Трипілля відбувся бій з коронним військом. 1620 р. власники міста — Трипольські продали місто А. Зборовському, а той - М.Бжозовському. При цьому Дівич-Гора буда продана, як окреме містечко.
Після 1648 р. створена козацька Трипольська сотня у складі Київського полку. До реєстру 1649 року вписано 171 козака, сотник - Андрій Ворона. В 1659 році Триполь був спалений військами російського воєводи Василя Шереметьєва. Зазнало до 1675 р. кілька нападів і 1678 року було спалене остаточно, що підтверджено археологічними розкопками. Частина мешканців Триполя переселилася на схід, де заснувала населений пункт під назвою Триполь (нині - в Донецькій області), який існує і досі. У описі, зробленому 1686 року зазначено, що місто стоїть пусткою, а укріплення зруйновані. Продовжували діяти лише водяні млини на річці Красній. Згодом ця пустка разом з іншими була передана Софійському монастирю, який зайнявся відродженням населеного пункту. У Триполі, на території замку, було збудовано митрополичі палати.
1 травня 1713 року гетьман Іван Скоропадський у листі до київського полковника попереджає про те, що козак Швайка зібрав і переправив через річку Рось близько 100 коней для нападу на Триполь.
Під час Коліївщини через село проходив повстанський отаман Микита Швачка (Швайка). Тут він мав збройну сутичку з московською частиною, яка стала в обороні поляків. Змусивши боєм ту частину відступити за кордон, Швачка, проте, був заскочений і повернув свій похід до Білої Церкви. У 30-50ті роки XVIII cт. укріплення прикордонного міста були відновлені. 
Із 1781 року Трипілля належало до Київського повіту Київської губернії і стало значним торговим осередком. Наприкінці 19 ст. засновано чавуноливарний і цегельний заводи. На 1900 рік чисельність населення становила 5,7 тис. осіб, на 1919 рік — 7,9 тис. осіб.
У січні 1919 Трипілля стало центром повстання проти Директорії Української Народної Республіки на чолі з уродженцем містечка отаманом Зеленим, а навесні 1919 року — центром антибільшовицького сел. руху в Київ. губ. У травні 1919 року після тривалого артилерійського обстрілу містечко захопили особливий загін Трипільського напрямку та Дніпровська флотилія червоних, але 3 липня 1919 Зелений відбив містечко. 4 липня 1919 сталася «трипільська трагедія» (за версією червоних), або «трипільська відплата» (за версією повстанців). Група червоних командирів та комсомольців була розстріляна на трипільській кручі (за версією червоних), або пройшла через «Божий суд» (за версією повстанців). У вересні 1919 повстанці визнали верховною владою Директорію УНР. Зелений, який був смертельно поранений у бою з денікінськими військами, за переказами, таємно перепохований у Трипілля. Радянську владу остаточно встановлено у травні 1920. За участь у повстанському русі рад. владою репресовано близько 700 мешканців Трипілля.[джерело?]
Із 1923 р. перейменоване на Комсомолля — у складі Обухівського р-ну (1962—66 рр.— Кагарлицького р-ну), із 1925 р. має статус села.
1930 створено сільгоспартіль ім. Г. Петровського. Під час колективізації 1929 виселено до Сибіру 50 родин «куркулів», під час Голодомору 1932—1933 років в УСРР померло бл. 1,5 тис. мешканців села[джерело?]. У 1930-ті рр. засуджено 500 мешканців села, із них 124 страчено[джерело?].
Із 30 липня до 2-ї половини серпня 1941 йшли оборонні бої на Трипільському плацдармі. Під час гітлерівської окупації (19 серпня 1941 — 8 листопада 1943) в селі діяло партійне підпілля. 1 липня 1943 року німецько — нацистськими загарбниками біля села в урочищі Розкопана розстріляно 700 мешканців Обухівського району, у тому числі мешканців Трипілля. На примусову роботу в Німеччину 1942-43 роки вивезено близько 600 мешканців села.
У 1950—60-ті рр. більшість мешканців Трипілля працювали в сільському господарстві та на рибопереробному заводі. У 1960-ті рр. історична частина села в заплаві річки Красна частково перенесена на височини через загрозу затоплення водами Канівського водосховища.
У 1956 році на вшанування учасників «Трипільського походу» на Посадовій горі встановлено обеліск. У 1959 році відкрито музей історії комсомолу. 1996 року на його базі створено Київський обласний археологічний музей, біля якого 2002 року встановлено пам'ятник В. Хвойці. У 2005 році відкрито приватний історико-археологічний музей «Прадавня Аратта-Україна» (закритий 2011 р.) Також в селі діє музей Бойової слави с. Трипілля. 2008 року неподалік обеліска встановлено пам'ятник отаману Зеленому.

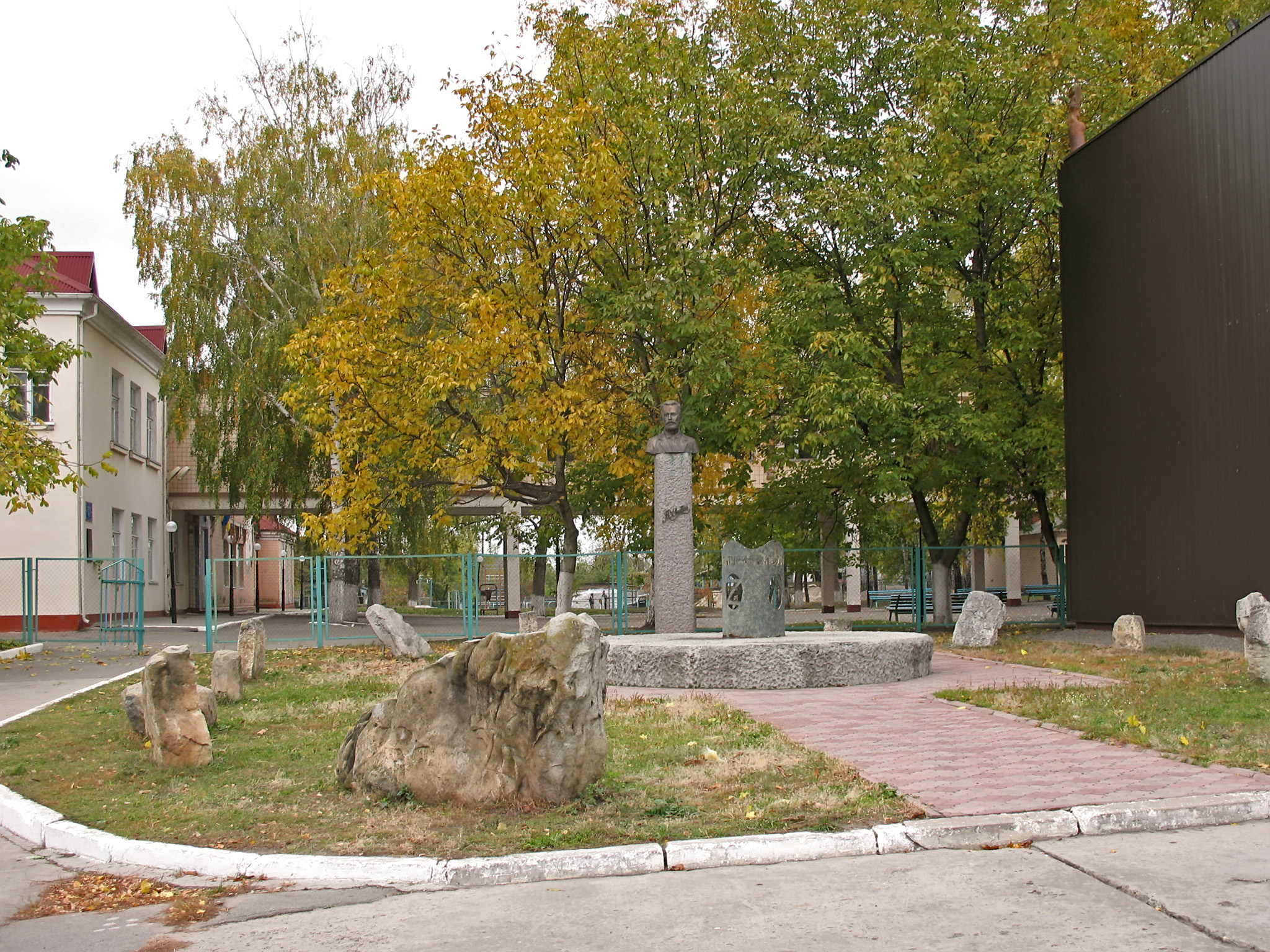
Городище літописного Треполя
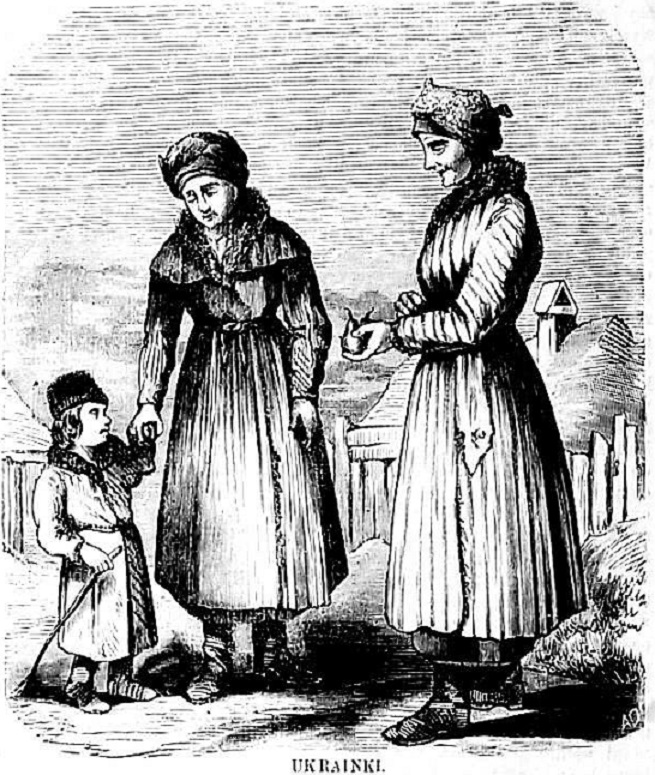
Українки з Трипілля 1860
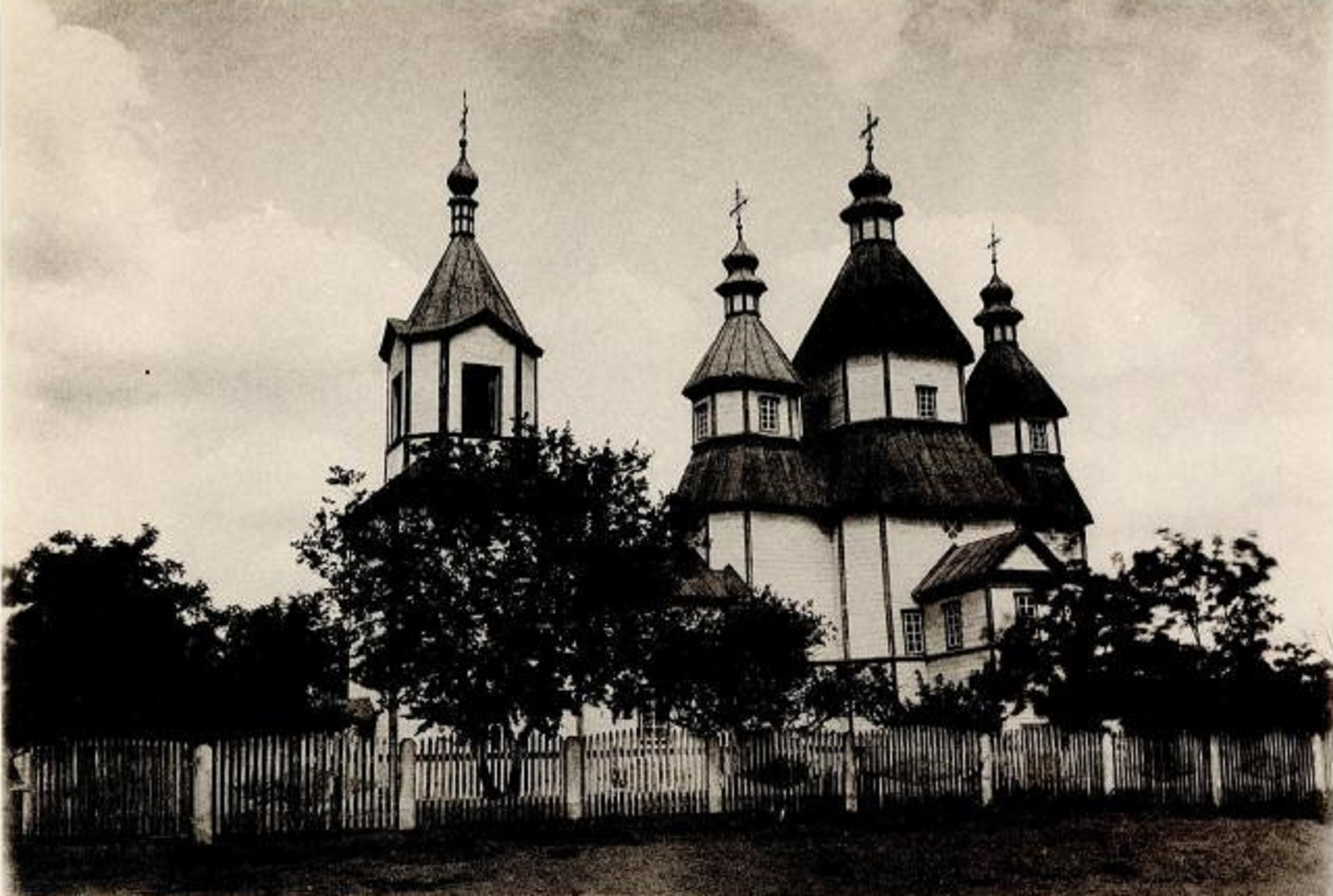
Введенська церква в Трипіллі 1797
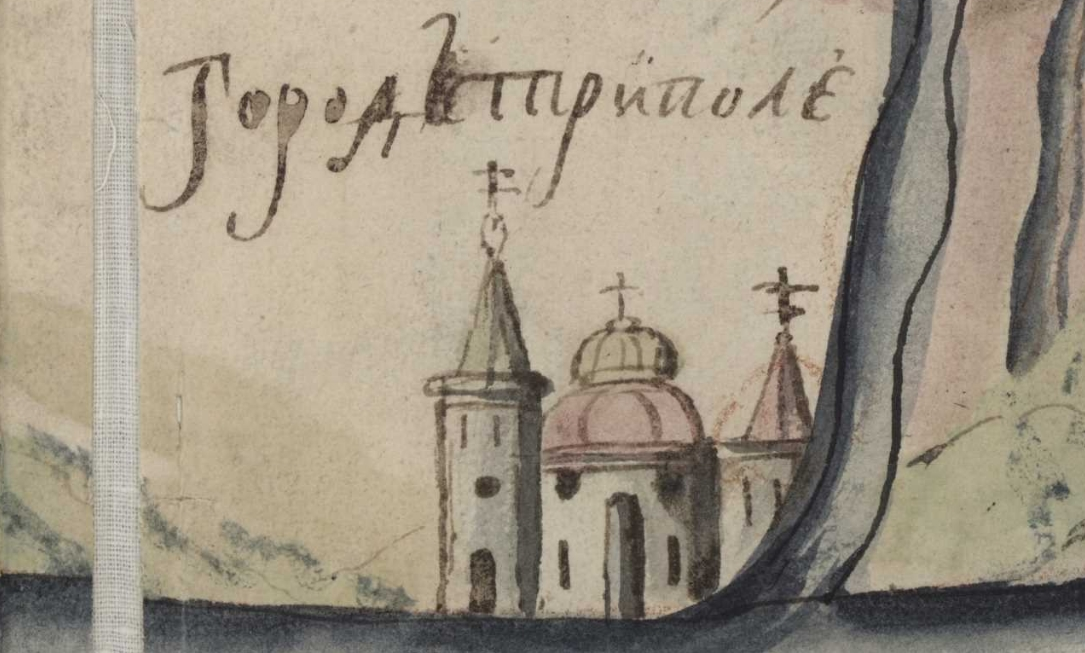
Трипілля на карті XVIII століття

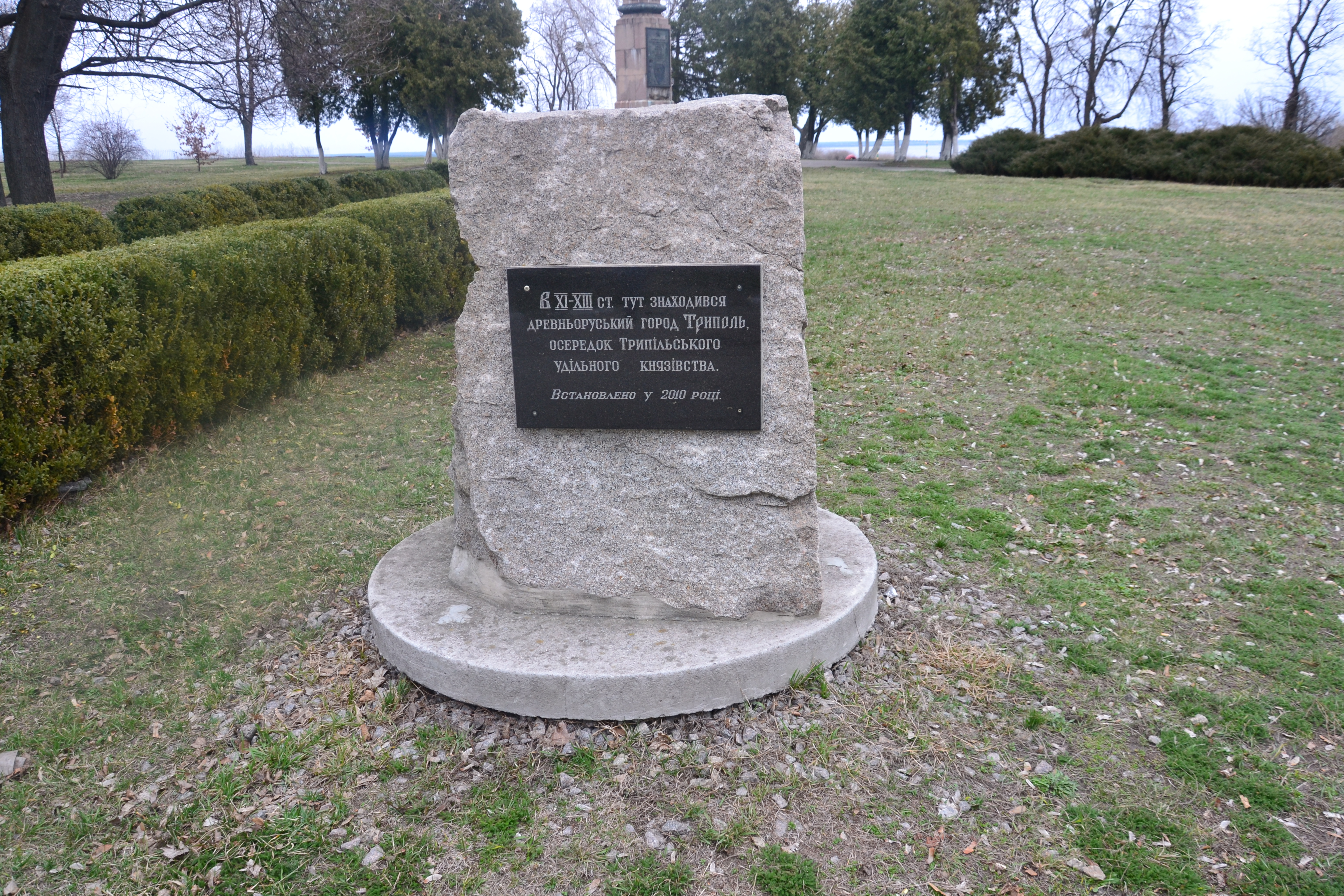
Меморіальний знак "Давньоруське місто Треполь"

## Населення
Згідно з переписом УРСР 1989 року чисельність наявного населення села становила 2945 осіб, з яких 1342 чоловіки та 1603 жінки.
За переписом населення України 2001 року в селі мешкали 2874 особи.

### Мова
Розподіл населення за рідною мовою за даними перепису 2001 року:
| Мова       | Відсоток |
| ---------- | -------- |
| українська | 95,87 %  |
| російська  | 4,10 %   |

## Населення

### Мова
Розподіл населення за рідною мовою за даними перепису 2001 року:
| Мова            | Кількість | Відсоток |
| --------------- | --------- | -------- |
| українська      | 2877      | 95.87%   |
| російська       | 122       | 4.10%    |
| інші/не вказали | 1         | 0.13     |
| Усього          | 3001      | 100%     |

## Уродженці
- Вадіс Олександр Анатолійович, генерал-лейтенант, начальник Управління контррозвідки СМЕРШ 1-го Білоруського фронту.
- Заброда Василь Климович, український футбольний функціонер.
- Заброда Оксана Кирилівна (1907—1977) — український радянський театральний режисер.
- Кравченко Юрій Володимирович (1982—25.05.2024) — український військовий, учасник російсько-української війни[9]
- Данило Терпило (* 16 грудня (28 грудня) 1886 с. Трипілля — † кінець листопада 1919, с. Стрітівка) — український революціонер, повстанський отаман, відомий під іменем Зелений.
- Валентин Терпило (* 11 березня 1934) — український економіст і банкір.
- Тимофій (Щербацький) — релігійний діяч, митрополит Київський і Галицький (1748—1757).
- Мамалига Анастасія Іванівна (1940—2023) — український науковець-мовознавець, доктор філологічних наук, професор.

## Див. також

Музей «Прадавня Аратта — Україна». Будинок трипільців, реконструкція М. Ю. Відейка